# Occidenchthonius goncalvesi
Occidenchthonius goncalvesi é uma espécie de pseudoescorpião descoberta numa gruta do maciço calcário do Algarve, em Portugal (Algarão do Remexido, no município de Silves).